# Кампу Маре (Мехединци)
Кампу Маре (рум. Câmpu Mare) насеље је у Румунији у округу Мехединци у општини Бала. Oпштина се налази на надморској висини од 205 m.

## Становништво
Према подацима из 2002. године у насељу је живело 122 становника, од којих су сви румунске националности.